# Urophyllum woodii
Urophyllum woodii är en måreväxtart som beskrevs av Elmer Drew Merrill. Urophyllum woodii ingår i släktet Urophyllum och familjen måreväxter. Inga underarter finns listade i Catalogue of Life.